# Nobuyoshi Araki
Nobuyoshi Araki (荒木経惟?   25 de mayo, 1940) en Tokio, es un fotógrafo japonés.
Araki estudió fotografía en la universidad (diplomado de la universidad de Chiba en 1963 recibe ese mismo año el premio Taiyō) y más tarde se va a trabajar a una agencia publicitaria en Dentsu, donde contrae matrimonio con Yoko en 1971. Después de la boda, publica un libro de fotografías de su mujer tomadas durante la luna de miel que titula Sentimental Journey. Yoko muere en 1990 a causa de un cáncer de ovario. Las fotos tomadas durante sus últimos días están recogidas en el libro Winter Journey.
Sus trabajos siempre le han aportado una gran notoriedad entre el público japonés e internacional. Sus fotografías, siempre acompañadas de textos en forma de diario íntimo, fueron precursoras e innovadoras dentro de las tendencias artísticas del momento. Más tarde, bien conocido por las fotografías que documentaban la industria sexual japonesa y enfocando el barrio de Kabukichō de Shinjuku en Tokio en 1980, Araki publica Tokyo Lucky Hole.
En 2005 Travis Klose realizó un documental sobre su arte titulado Arakimentari.

## Su obra
- Otoko to onna no aida ni wa shashinki ga aru ("Hay una cámara entre el hombre y la mujer"), 1977
- Tokyo, 1977
- Waga ai Yoko ("Yoko, mi amor"), 1974
- Shashin shosetsu ("Novela fotográfica"), 1981
- Tokyo ereji ("Elegía de Tokio"), 1981
- Shojo sekai ("Un mundo de chicas"), 1984
- Tokyo wa aki ("Otoño en Tokio"), 1984